# Creobroter elongata
Creobroter elongata är en bönsyrseart som beskrevs av Max Beier 1929. Creobroter elongata ingår i släktet Creobroter och familjen Hymenopodidae. Inga underarter finns listade i Catalogue of Life.

## Bildgalleri

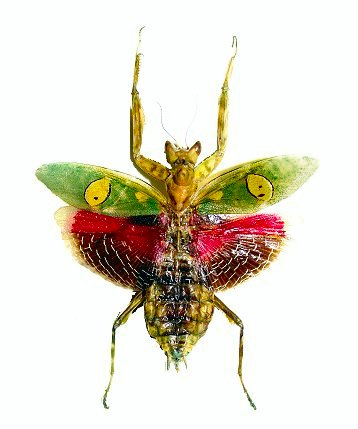